# Мадан
 Тази статия е за града в Южна България.  За селото в Северозападна България вижте Мадан (село).  За седловината в Антарктика вижте Мадан (седловина).
Мада̀н е град в Южна България, разположен в сърцето на Родопите. Той се намира в област Смолян и е средно голям град в областта. Градът е административен център на община Мадан с население 15 500 души, която включва в състава си град Мадан и 44 села.
По данни на ГРАО към 15 септември 2023 г. в града живеят 5846 души по настоящ адрес и 6005 души по постоянен адрес.

## Име
Името на града идва от старата арабско-турска дума maden, която в превод значи „минерал, руда, рудник“, запазено в по-старите карти като Маден кьой – „рудно село“. Според друга теория с името „мадан“ се назовава примитивен механичен уред за обработване и натрошаване на рудата – т.нар. „самоков“.

## География
Мадан се намира в планински район. Той е планински град с население около 6000 души, разположен в Родопите, на 30 км от Смолян и 120 км южно от Пловдив.
Община Мадан е разположена в югоизточната част на Западните Родопи – Жълти дял от Горноарденския район по поречието на реките Маданска, Арда и Черна. Територията ѝ е 175 кв. км и граничи с общините Рудозем, Златоград, Неделино, Ардино, Баните и Смолян. Средната надморска височина е 700 м. Преобладават нископланински и хълмисти терени, а долинните склонове са със значителни наклони.
Територията на общината е част от ксантийския плутон, Рило-Родопския масив с широко разпространени висококристални серии – гнайси, прослоки от амфиобилити, мрамори и други.
Попада в континентално-средиземноморската климатична област, южнобългарска климатична подобласт, източнородопски нископланински климатичен район, а за частите над 1000 м надморска височина – в планинския климатичен район на същата подобласт.
Подземните води в района са представени от пукнатинен и грунтов тип. Околната среда е чиста и здравословна.
Горският фонд обхваща 131 255 дка, като съотношението между широколистни и иглолистни видове е 25:75 %
В землището на град Мадан се намира и село Крушев дол, което няма собствено землище.

## История
Мадан е старо рударско селище. Добивът на оловна руда по тези места започва от 4 – 5 в. пр. Хр. от тракийското племе койлалети. В старите руднични галерии са открити различни рударски принадлежности от Средновековието.
През периода на социализма Мадан е градът с най-висока средна работна заплата в страната. През това време е построен 100 % от обществения жилищен фонд и всички обществени сгради. Коритата на реките са облицовани, пътищата – асфалтирани. Построена и пусната е най-голямата болница в района МБАЛ „Проф. д-р Константин Чилов“, двете средни училища и всички промишлени предприятия. Преди това Мадан е една махала, а сега е град със значение. Основен двигател на това развитие е „Горубсо“ – (Горное рудодобывное болгаро-советское общество) със своето строително предприятие „Совболстрой“ – (советско-болгарское строительное общество). Преди тези предприятия залежите в Мадан и рудниците около него са експлоатирани от българо-немското дружество „Гранитоид“, което построява и въжената линия от Бориева до Кърджали.
По време на Илинденско-Преображенското въстание (1903 година) в Мадан има 306 къщи.
През 1953 г. село Мадан е признато за град. През 1959 г. към Мадан е присъединена м. Малка река, а през 1970 г. – м. Аврамовска, м. Яновска, с. Батинци и пром. с. Бориева река.

## Население
| 1934 | 1946 | 1956   | 1965   | 1975   | 1985 |
| ---- | ---- | ------ | ------ | ------ | ---- |
| 850  | 1327 | 12 371 | 13 046 | 10 940 | 9922 |
| 1994 | 1998 | 2003   | 2007   | 2011   | 2016 |
| 8870 | 8097 | 6214   | 5999   | 5793   | 5455 |

По данни от 2011 г., населението на града е 5793 души, от които 3181 души се самоопределят като българи, а 398 – турци.

## Религии
В града съжителстват в разбирателство християнска и преобладаващата мюсюлманска общност. Има построени джамии и православен храм „Св. Георги Победоносец“. Храмът е малък по размери, с уникална архитектура и е богато изографисан. Старите жители твърдят, че църквата е построена върху руините на някогашния храм „Св. Никола“. В околностите на града са открити множество исторически и археологически паметници, свидетелстващи за раннохристиянската култура в този район. Най-известни от тях са руините на Бучовския манастир, открити при разкопки в местността Бучовица, както и останките от древната църква „Св. Георги“ в местността Чорква.

## Икономика
До 90-те години основен отрасъл на икономиката е била минно добивната промишленост. В резултат на структурната реформа през 1999 г. „Горубсо-Мадан“ е обявено в ликвидация. 80 % е приватизирано от руско-турския консорциум „Родопи инвестмънт“.
През 2006 г. „Горубсо-Мадан“ е закупен от „Интертръст Холдинг БГ“ АД, а през 2008 г. акциите на компанията са прехвърлени на „Оловно-цинков комплекс“ АД. С голямо значение за общината е АД „Минстрой-Родопи“ – реализиращо строителна, монтажна, промишлена, лизингова, търговска и външно икономическа дейност. Фирмата се занимава и с изграждане на мощности за добив и преработка на минерални суровини, магистрални тръбопроводи и резервоари вместимости, тунели, подземни градски комуникации и инженерна инфраструктура. В сферата на металообработването от 1982 г. развива и осъществява дейност „Механичен завод“ АД, като от 2000 г. е дружество със 100% частен капитал. „Механичен завод“ АД произвежда детайли от черни и цветни метали, а от 2005 г. изготвя и проектиране, производство, доставка и монтаж на PVC врати, прозорци, витрини.
В последните години се развива шивашката промишленост. Най-голям инвеститор на територията на гр. Мадан в този сектор е австрийската компания Sportalm.

## Обществени институции
- СУ „Отец Паисий“
- Професионална гимназия „Васил Димитров“ – бивш Техникум по минна промишленост „Васил Димитров“
- Народно читалище „Иван Вазов-1999“ – градски дом на културата
- Многопрофилна болница за активно лечение „Проф. д-р Константин Чилов“
- Градска библиотека
- Вариетето

## Забележителности
На територията на общината са разположени единствените по рода си Кристална зала и Музей по рудодобив.

## Музеи
- В Мадан през 1984 година е открита Кристална зала „Родопски кристал“, която представлява колекция от минерални кристални образци, добити от рудниците на Дружеството от началото на създаването. В нея се съхраняват 581 броя експонати.
- Музей по рудодобив и минно дело

## Редовни събития
"Дни на маданския кристал" - отбелязва се от 2023 г. 
Ден на Мадан и Ден на миньора – отбелязва се в последната неделя на август.

## Личности
Родени в Мадан
- Шефкет Чападжиев – родом от Мадан, един от най-богатите българи в САЩ и въобще зад граница, както и бъдещ космонавт.[7]
- Руско Кадиев – маратонец
- Мустафа Юсеинов – параолиемпиец
- Борислав Сандов – бивш вицепремиер и министър на околната среда и водите

Свързани с Мадан
- Ангел Янакиев, родом от Пловдив, първият главен инженер на минния гигант ГОРУБСО

## Други
След картографиране на Южните Шетландски острови в Антарктика през 2008 година седловина на остров Смит е наречена Мадан по името на града.

## Транспорт
До града се стига с автобусен транспорт – път 86. Редовни автобусни линии има за и от София, Пловдив, Смолян, Кърджали, Рудозем, Златоград, с. Баните

## Спорт
- Клуб по борба „Мадан“
- Футболен клуб „Мадан“
- Клуб по бойни изкуства „АРЕС“

## Побратимени градове
Списък на побратимени градове на Мадан:
- Аванос, Турция – от 28 юли 2003 г.
- Гюмюрджина, Гърция – от 4 септември 2005 г.
- Риуле, Франция – от 17 декември 2004 г.
- Сюлеоглу, Турция – от 10 септември 2003 г.